# Agrostis erecta
Agrostis erecta é uma espécie de gramínea do gênero Agrostis, pertencente à família Poaceae.